# Junior Lima
Durval de Lima Junior, o Junior Lima (Campinas, 11 de abril de 1984) es un cantante brasileño que fue integrante de los grupos Soul Funk, Nove Mil Anjos y del dúo Sandy & Junior (formado junto a su hermana Sandy). Posteriormente se integró en la banda Dexterz.
- Datos: Q8771019
- Multimedia: Junior Lima / Q8771019